# Championnats de France d'athlétisme 2025
Navigation
Championnats 2024 Championnats 2026
Les Championnats de France d'athlétisme « Élite » 2025 se déroulent  du 1er au 3 août 2025, au Stade Pierre-Paul Bernard de Talence.

## Programme
38 épreuves figurent au programme de cette compétition (19 masculines et 19 féminines).
| Finales | 1er août | 2 août | 3 août |
| ------- | -------- | ------ | ------ |
| Hommes  |          |        |        |
| Femmes  |          |        |        |

## Résultats

### Hommes
| Épreuves                       | Or                                     | Argent                                       | Bronze                                |
| ------------------------------ | -------------------------------------- | -------------------------------------------- | ------------------------------------- |
| 100 m (vent : + 0,4 m/s)       | Ryan Zézé 10 s 25                      | Jeff Erius 10 s 27                           | William Aguessy 10 s 36               |
| 200 m (vent : + 0,7 m/s)       | Ryan Zézé 20 s 47                      | Théo Schaub 20 s 66                          | Mohammed Badru 20 s 99                |
| 400 m                          | Muhammad Abdallah Kounta 45 s 12       | Yan Spillmann 45 s 29 (PB)                   | Téo Andant 45 s 33                    |
| 800 m                          | Yanis Meziane 1 min 45 s 24            | Corentin Le Clezio 1 min 45 s 84             | Jordan Terrasse 1 min 45 s 88         |
| 1 500 m                        | Azeddine Habz 3 min 33 s 33            | Romain Mornet 3 min 33 s 80                  | Paul Anselmini 3 min 33 s 95          |
| 5 000 m                        | Yann Schrub 13 min 31 s 15             | Jimmy Gressier 13 min 31 s 29                | Etienne Daguinos 13 min 37 s 01       |
| 110 m haies (vent : + 0,0 m/s) | Just Kwaou-Mathey 12 s 99 (PB)         | Sasha Zhoya 13 s 18                          | Wilhem Belocian 13 s 23               |
| 400 mètres haies               | Simon Deschamps 49 s 14 (PB)           | Ludvy Vaillant 49 s 33 (SB)                  | Hugo Menin 49 s 61 (PB)               |
| 3 000 m steeple                | Nicolas-Marie Daru 8 min 22 s 94       | Djilali Bedrani 8 min 23 s 76                | Baptiste Fourmont 8 min 23 s 78       |
| 10 000 m marche                | Gabriel Bordier 37 min 23 s 99 (PB)    | Kilian Lebreton 39 min 41 s 53 (PB)          | Mattéo Duc 39 min 42 s 45 (PB)        |
| Saut en hauteur                | Moustafa Diane 2,13 m                  | Cherubin Nsimbia Clément Gicquel (SB) 2,13 m | --                                    |
| Saut à la perche               | Renaud Lavillenie 5,82 m               | Thibaut Collet 5,72 m                        | Ethan Cormont 5,72 m (SB)             |
| Saut en longueur               | Tom Campagne 8,27 m (+ 0,7 m/s)        | Jules Pommery 8,05 m (+ 1,0 m/s)             | Raihau Maiau 7,98 m (+ 0,7 m/s)       |
| Triple saut                    | Melvin Raffin 17,52 m (+ 0,3 m/s) (PB) | Thomas Gogois 16,77 m (+ 1,1 m/s)            | Eliott Bijou 16,11 m (+ 1,2 m/s) (PB) |
| Lancer du poids                | Frédéric Dagée 19,44 m (SB)            | Stephen Mailagi 19,12 m                      | Yan Moisan 18,70 m                    |
| Lancer du disque               | Lolassonn Djouhan 61,07 m              | Marc-Alexandre Delin 59,53 m                 | Jordan Guehaseim 56,11 m              |
| Lancer du marteau              | Yann Chaussinand 77,50 m               | Jean-Baptiste Bruxelle 71,33 m               | Paul Creuzevault 69,27 m              |
| Lancer du javelot              | Felise Vahai Sosaia 80,20 m (SB)       | Rémi Rougette 75,20 m                        | Lukas Moutarde 74,16 m (SB)           |
| Décathlon                      | Makenson Gletty 8 258 pts (SB)         | Maxime Moitié-Charnois 8 156 pts (PB)        | Tristan Marcy 7 674 pts (PB)          |

### Femmes
| Épreuves                            | Or                                             | Argent                                | Bronze                               |
| ----------------------------------- | ---------------------------------------------- | ------------------------------------- | ------------------------------------ |
| 100 m (vent : + 0,3 m/s)            | Hélène Parisot 11 s 28                         | Noémie Denon 11 s 46                  | Carolle Zahi 11 s 46                 |
| 200 m (vent : - 0,2 m/s)            | Hélène Parisot 22 s 78                         | Noémie Denon 23 s 22 (PB)             | Élise Trynkler 23 s 41               |
| 400 m                               | Alexe Déau 51 s 49                             | Fanny Peltier 52 s 14                 | Amandine Brossier 52 s 37            |
| 800 m                               | Anaïs Bourgoin 2 min 2 s 50                    | Clara Liberman 2 min 3 s 14           | Charlotte Pizzo 2 min 3 s 89         |
| 1 500 m                             | Adèle Gay 4 min 4 s 12 (PB)                    | Agathe Guillemot 4 min 4 s 49         | Bérénice Cleyet-Merle 4 min 6 s 05   |
| 5 000 m                             | Aude Clavier 15 min 33 s 32                    | Alessia Zarbo 15 min 33 s 78          | Javote Gueret 15 min 40 s 06 (PB)    |
| 100 mètres haies (vent : + 0,0 m/s) | Sacha Alessandrini 12 s 87                     | Laëticia Bapté 13 s 09                | Dalhiana Rouvillon 13 s 17           |
| 400 mètres haies                    | Seynabou Camara 57 s 93                        | Melisande Bertrand 58 s 39            | Maëlle Quintin 58 s 46               |
| 3 000 m steeple                     | Alice Finot 9 min 33 s 16                      | Flavie Renouard 9 min 33 s 28         | Marie Bouchard 9 min 46 s 45 (SB)    |
| 10 000 m marche                     | Clémence Beretta 42 min 52 s 17 (PB)           | Pauline Stey 42 min 57 s 93 (PB)      | Ana Delahaie 43 min 15 s 15 (PB)     |
| Saut en hauteur                     | Solène Gicquel 1,86 m                          | Fatoumata Balley 1,86 m               | Noémie Thibaud 1,81 m (SB)           |
| Saut à la perche                    | Marie-Julie Bonnin 4,63 m                      | Bérénice Petit 4,47 m                 | Albane Dordain 4,37 m (SB)           |
| Saut en longueur                    | Hilary Kpatcha 6,74 m (+ 0,7 m/s)              | Angelica Berriot 6,48 m (+ 0,5 m/s)   | Rogilia Bissemo 6,26 m (+ 1,8 m/s)   |
| Triple saut                         | Anne-Suzanna Fosther-Katta 13,73 m (+ 0,8 m/s) | Ilionis Guillaume 13,47 m (+ 0,9 m/s) | Clémence Rougier 13,40 m (+ 0,8 m/s) |
| Lancer du poids                     | Naomie Wuta 15,27 m                            | Amanda Ngandu-Ntumba 15,26 m          | Talia Solitude 15,21 m               |
| Lancer du disque                    | Mélina Robert-Michon 61,64 m                   | Amanda Ngandu-Ntumba 57,96 m          | Yelena Mokoka 52,85 m                |
| Lancer du marteau                   | Rose Loga 67,71 m                              | Florella Freyche 67,61 m              | Marie Rougetet 63,40 m               |
| Lancer du javelot                   | Alizée Minard 60,65 m (PB)                     | Jade Maraval 55,17 m                  | Chloé Servant 50,46 m (SB)           |
| Heptathlon                          | Esther Condé-Turpin 6 090 pts (SB)             | Élisa Pineau 60 396 pts (PB)          | Ysée Le Philippe 5 975 pts (PB)      |

## Légende
Records et Performances
- AR : Record continental (area record)
- CR : Record des championnats (championship record)
- MR : Record du meeting (meet record)
- NR : Record national (national record)
- OR : Record olympique (olympic record)
- PR : Record paralympique (paralympic record)
- PB : Record personnel (personal best)
- SB : Meilleure performance personnelle de la saison (season's best)
- WL : Meilleure performance mondiale de l'année (world leader)
- WJR : Record du monde junior (world junior record)
- WR : Record du monde (world record)

Circonstances et Conditions
- DNF : N'a pas terminé (did not finish)
- DNS : N'a pas pris le départ (did not start)
- DQ : Disqualification (disqualification)
- NM : Aucun essai valable enregistré (No Mark)
- Q : Qualifié « directement » au prochain tour (ou à la prochaine compétition), lors d'une compétition majeure, grâce au classement ou à la réalisation des minima (automatic qualifier)
- q : Qualifié au prochain tour (ou à la prochaine compétition), lors d'une compétition majeure, grâce au repêchage ou à la réalisation de l'une des meilleures performances parmi celles des « non qualifiés directement » (grâce au meilleur temps ou à la meilleure distance par exemple) (secondary qualifier)